# ایسوس ئی‌ئی‌ئی پی‌سی
ای‌ای‌ای پی‌سی (به انگلیسی: Eee PC) نام یک نت بوک از سری ایسوس ئی ئی ئی؛ محصولی از ایسوس می باشد که در سال ۲۰۰۷ معرفی شد و در نسخه های اولیه سیستم عامل آن لینوکس کم حجم بود و در سری‌های جدید تر با سیستم عامل ویندوز عرضه شد.